# Vánoční ozdoby

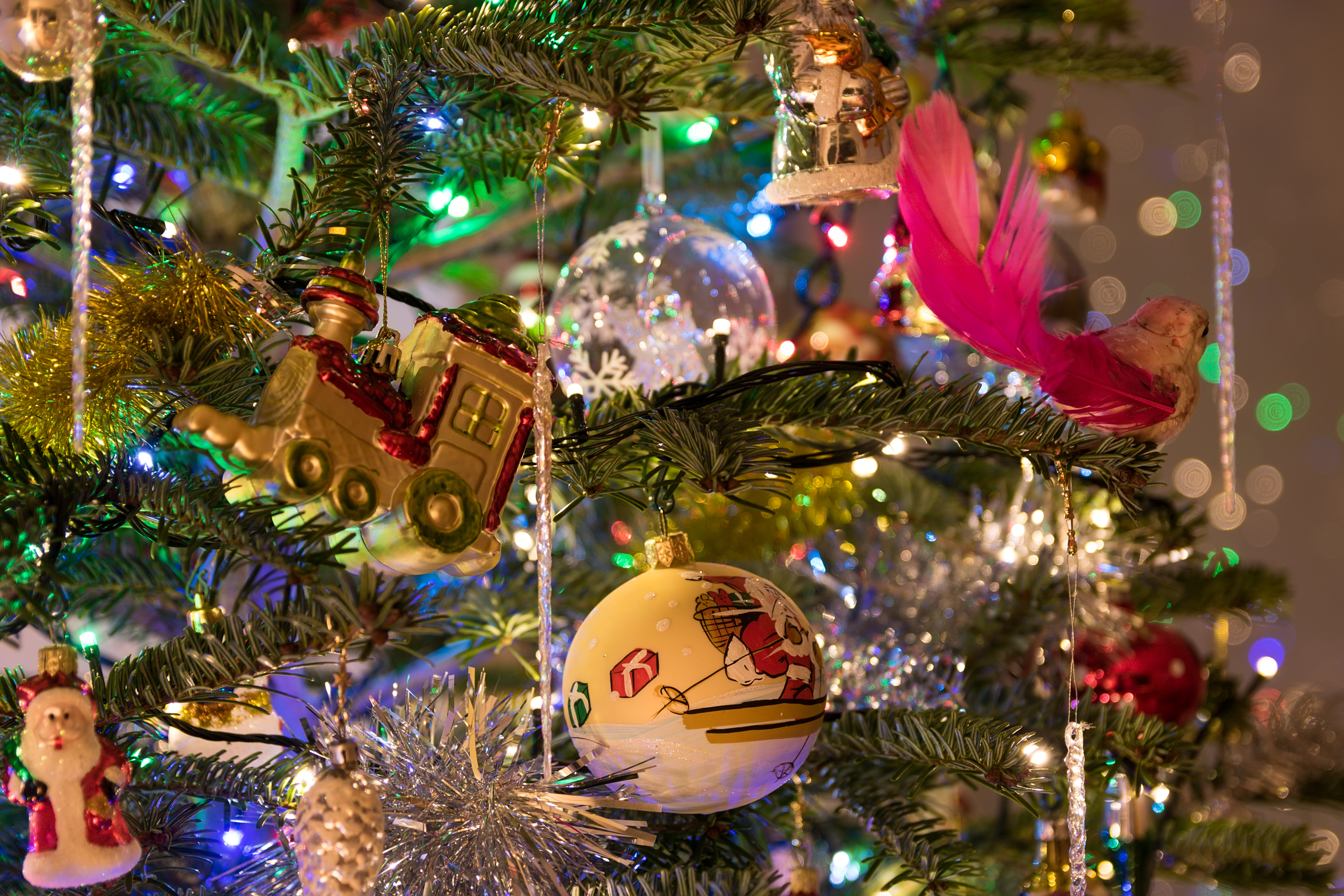
Vánoční ozdoby (Polsko)

Vánoční ozdoby, kterými se zdobí vánoční stromy, mají dlouhou tradicí a vyznačují se rozmanitými materiály a tvary. V širším smyslu se mezi ně zahrnují í svíčky, lamety a řetězy. Výroba skleněných ozdob začala až v 19. století.

## Historie
Vznik vánočních stromů se údajně datuje do 6. století, kdy svatý Kolumbán měl ozdobit jedli planoucími pochodněmi na oslavu narození Krista. Katolická církev považovala zdobení stromů za pohanský zvyk a začala jej tolerovat až koncem 16. století. Zpráva z Alsaska z konce 16. století hovoří o zdobení vánočního stromu papírovými růžemi, jablky, barevnými hostiemi a cukrovím.  V roce 1570 byla v Brémách zaznamenána jedle umístěná v cechovním domě, ozdobená sladkostmi, papírovými ozdobami a datlemi. Podobně hovoří další zprávy, zejména z protestantského Německa, zvyk zdobení stromku se však šířil pomalu. Např. do Čech se zdobený vánoční stromek dostal v roce 1812, do Francie až v roce 1840.
V 19. století bylo v Čechách považováno za obvyklé zdobit vánoční stromek papírovými ozdobami a řetězy, ovocem a cukrovinkami.

## Skleněné ozdoby

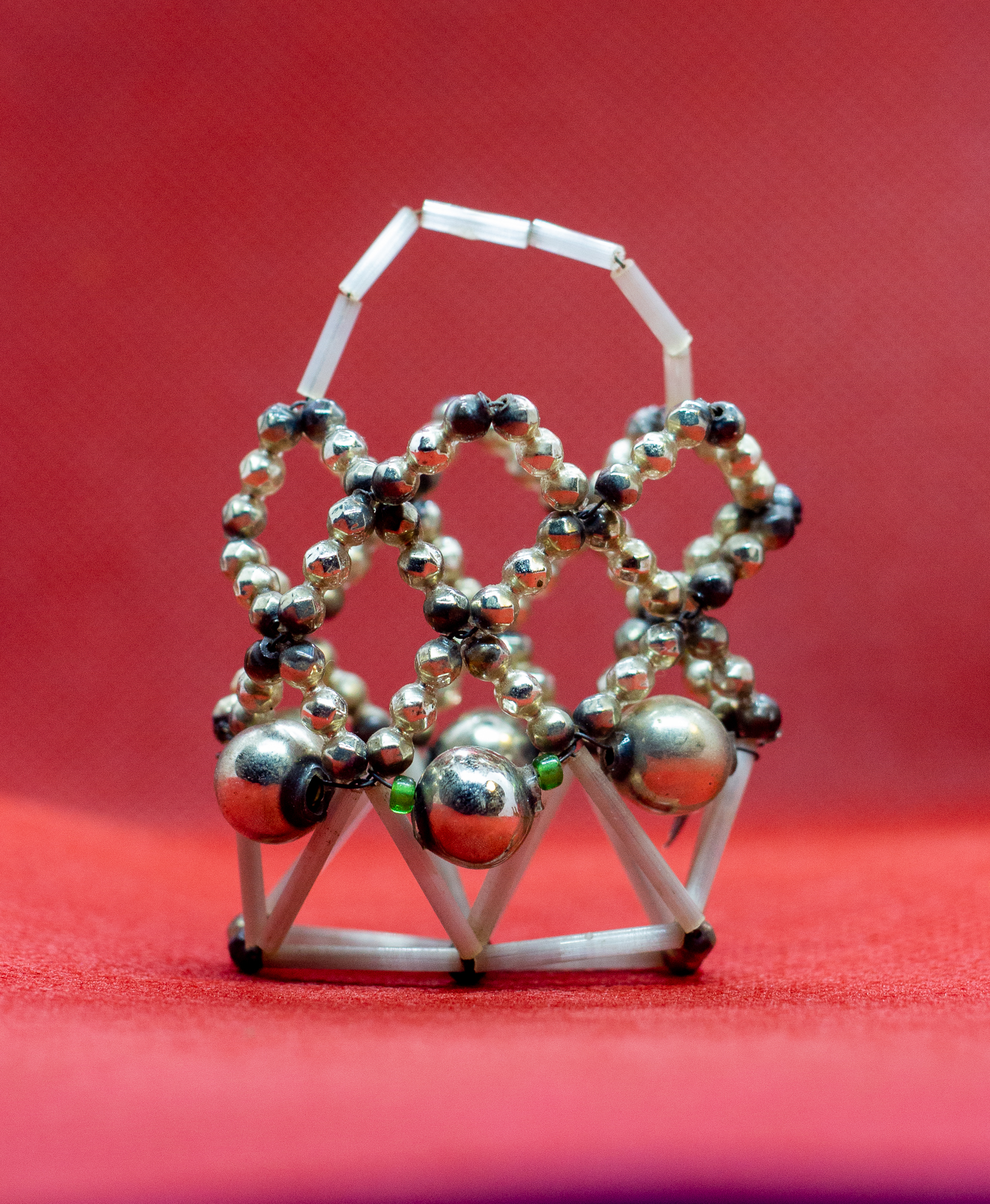
Perličková vánoční ozdoba

### Německo
Literatura uvádí, že první skleněné vánoční ozdoby vznikly v německém městě Lauscha v Durynsku, v tamních sklárnách v roce 1847. Tvary ovoce a ořechů byly ručně foukány do forem a v 70. letech 19. století exportovány do Evropy. Hromadný vývoz do USA započal v 80. letech 19. století. Mezi lety 1870 až 1939 zde vzniklo na 5 000 různých forem těchto ozdob.

### Čechy
V českých zemích se výroba skleněných vánočních ozdob objevila až v letech 1907–1908. Místní skláři využili výroby skleněných perliček a začali z nich, navlékáním na drátky, vyrábět ozdoby. Výroba foukaných skleněných ozdob se zde objevila až ve 30. letech 20. století, kdy byla v době hospodářské krize do Čech úspěšně přenesena z Německa jejich výroba.

## Jiné materiály
Vánoční ozdoby se též vyrábějí z dalších nejrůznějších materiálů, jako je dřevo, sláma, plast, kov.

## Galerie

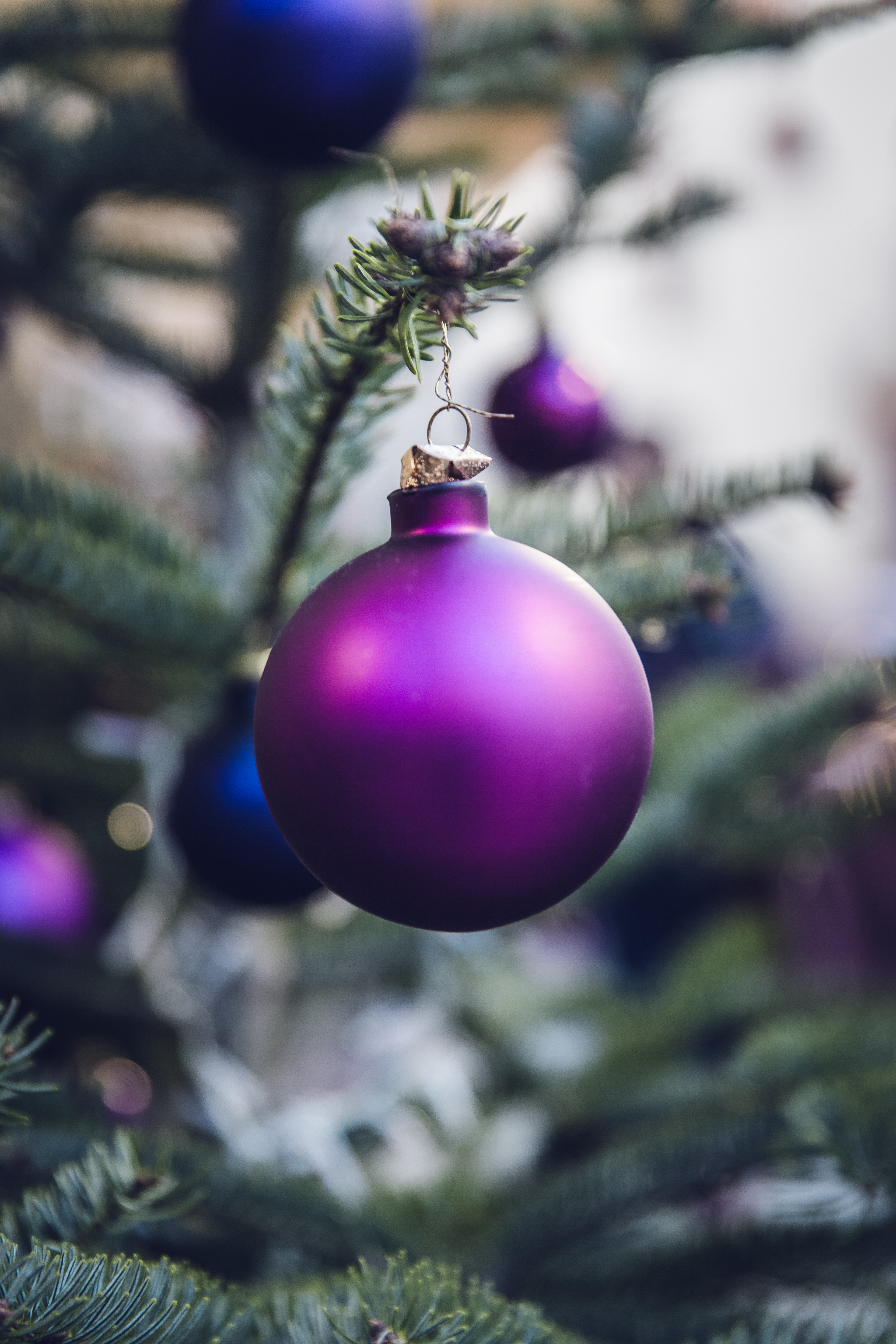
Skleněná ozdoba
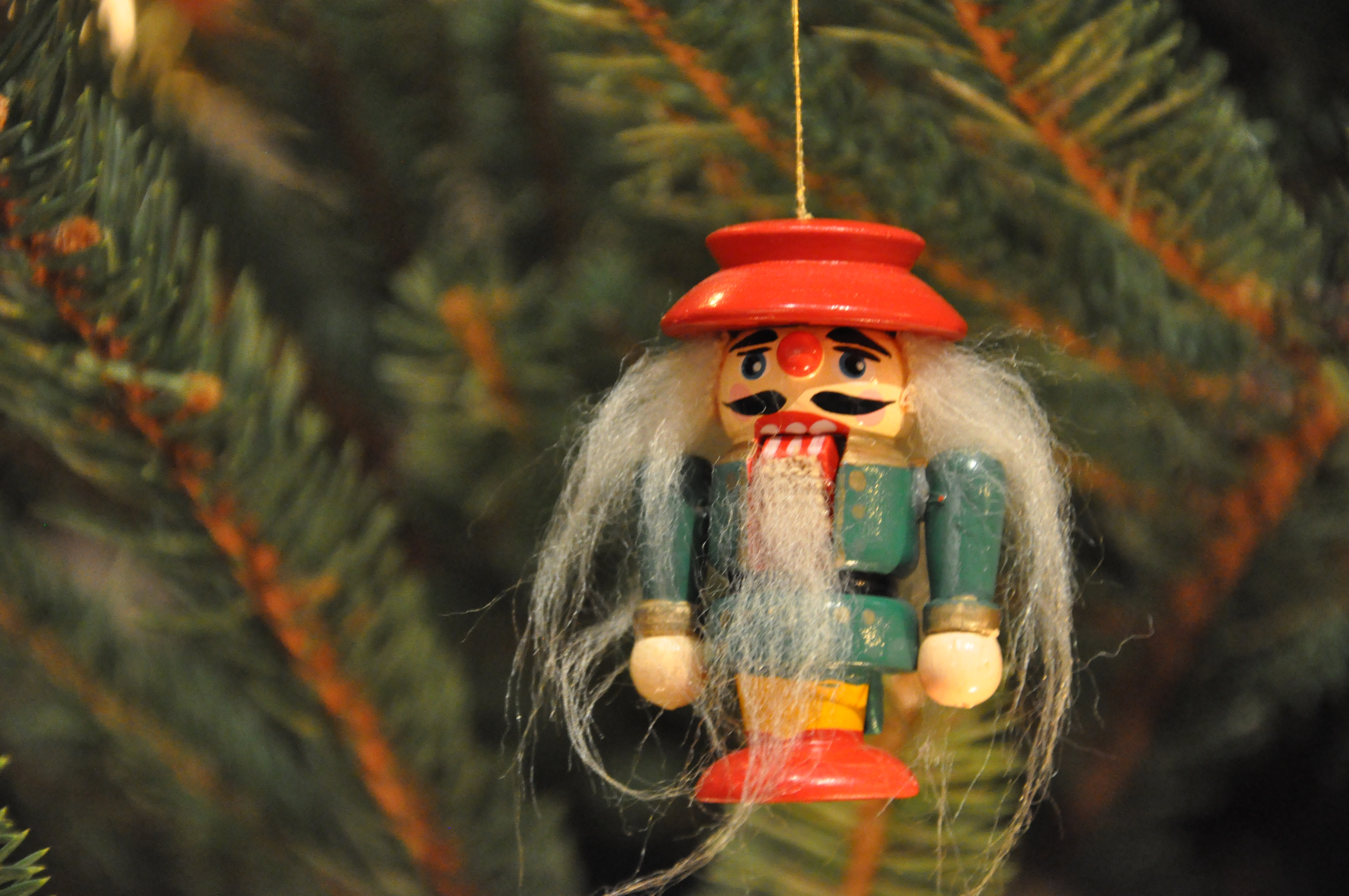
Dřevěná ozdoba (Louskáček)
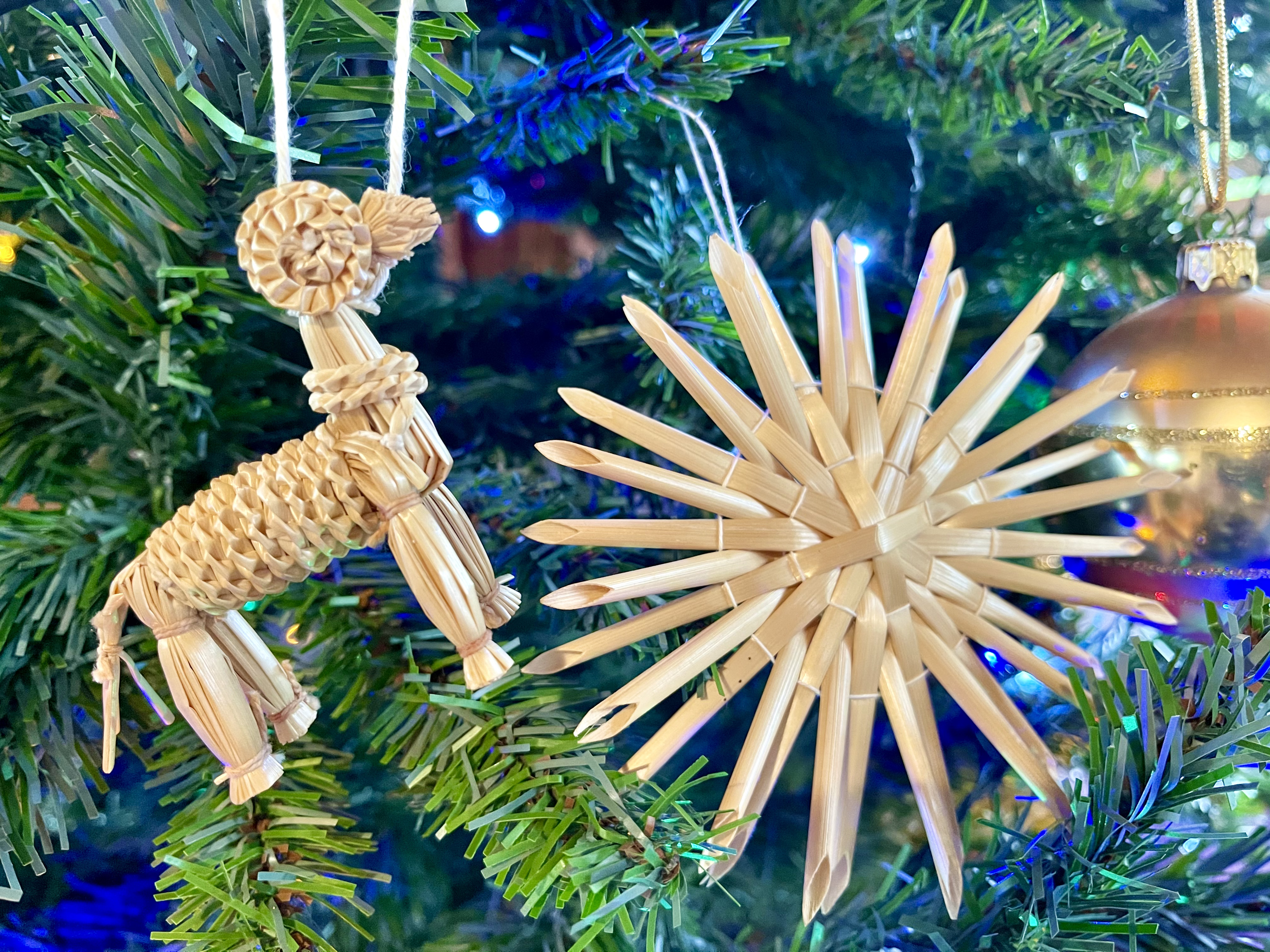
Slaměná ozdoba